# Krążowniki lekkie typu Agano
Krążowniki typu Agano – seria czterech japońskich okrętów klasy lekkich krążowników okresu II wojny światowej, a także nazwa głównego okrętu typu.

## Historia powstania
Od połowy lat 20. Japonia zaprzestała budowania nowych krążowników lekkich, projektując tylko jedną serię okrętów formalnie należących do tej klasy, o maksymalnych rozmiarach dopuszczalnych traktatem londyńskim z 1930 (10 000 ton), z zamiarem ich późniejszej przebudowy na krążowniki ciężkie (typ Mogami). Dopiero w połowie lat 30. zdecydowano zbudować serię klasycznych krążowników lekkich dla zastąpienia przestarzałych już okrętów typów tzw. 5500-tonowych (Kuma i dalszych). Okręty te miały mieć średnią wielkość oraz umiarkowanie silne uzbrojenie i opancerzenie, służąc głównie do typowego dla japońskiej marynarki zastosowania w roli przewodników flotylli niszczycieli („liderów”). 
Początkowo zamierzano uzbroić nowe okręty w działa kalibru 155 mm w wieżach trzydziałowych (zdjęte z krążowników typu Mogami), jednakże ograniczenie wielkości okrętów wymogło zastosowanie wież dwudziałowych. Ostatecznie zdecydowano się na sześć dział mało typowego dla ówczesnej japońskiej marynarki kalibru 152 mm. Dzięki kątowi podniesienia do 55°, mogły one w niewielkim stopniu służyć do zaporowego ognia przeciwlotniczego. Wyrzutnie torped znajdowały się w osi podłużnej okrętu (rzadkie rozwiązanie na krążownikach), dzięki czemu mogły wszystkie strzelać na jedną burtę. Opancerzenie było stosunkowo lekkie, wystarczające do ochrony przeciw działom niszczycieli; stanowił je pas burtowy chroniący siłownię (grubości 55 mm) i komory amunicyjne (50 mm), pokład pancerny grubości 20 mm oraz lekkie opancerzenie 25 mm wież artylerii.
Krążowniki typu „Agano” były udanymi okrętami, lecz z uwagi na ograniczenie wielkości z powodu postawionych im zadań, były nieco słabiej opancerzone i miały mniejszą liczbę dział od większości nowych lekkich krążowników budowanych od połowy lat 30. Były one porównywalne pod tym względem z brytyjskim typem Arethusa i holenderskim Tromp, o podobnym przeznaczeniu, który jednak był jeszcze mniejszy i słabiej opancerzony. Zaletą krążowników typu Agano z kolei była stosunkowo duża prędkość.
Budowę czterech okrętów zaakceptowano w ramach 4. programu wymiany okrętów z 1939, pierwszy „Agano” zwodowano w 1941 i wprowadzono do służby w 1942.
| Nazwa     | Stocznia | Data               | Data                 | Data                 | Los                            |
| Nazwa     | Stocznia | rozpoczęcie budowy | wodowanie            | wejście do służby    | Los                            |
| --------- | -------- | ------------------ | -------------------- | -------------------- | ------------------------------ |
| „Agano”   | Sasebo   | 18 czerwca 1940    | 22 października 1941 | 31 października 1942 | zatopiony 16 lutego 1944       |
| „Noshiro” | Yokosuka | 4 września 1941    | 19 lipca 1942        | 30 czerwca 1943      | zatopiony 26 października 1944 |
| „Yahagi”  | Sasebo   | 11 listopada 1941  | 25 października 1942 | 29 grudnia 1943      | zatopiony 7 kwietnia 1945      |
| „Sakawa”  | Sasebo   | 21 listopada 1942  | 9 kwietnia 1944      | 30 listopada 1944    | zatopiony 2 lipca 1946         |

## Służba w skrócie
„Agano” brał udział m.in. w ewakuacji garnizonu Guadalcanalu, następnie w bitwie koło Zatoki Cesarzowej Augusty 2 listopada 1943. Został uszkodzony 5 listopada 1943 i ponownie 11 listopada podczas nalotów amerykańskiego lotnictwa pokładowego na Rabaul. Podczas przejścia do bazy w Truk 12 listopada został storpedowany i uszkodzony przez amerykański okręt podwodny USS „Scamp”. Po naprawie w Truk, płynąc do Japonii na remont, został 16 lutego 1944 storpedowany przez amerykański okręt podwodny USS „Skate” (SS-305) 160 mil na północ od Truk i zatonął 17 lutego rano (na pozycji 10°11'N, 151°42'E). 
„Noshiro” został uszkodzony torpedą lotniczą 5 listopada 1943 podczas nalotu amerykańskiego lotnictwa pokładowego na Rabaul. Brał udział w lotniczo-morskiej bitwie o Leyte w październiku 1944, w tym w starciach na Morzu Sibuyan 24 października 1944 i koło wyspy Samar 25 października 1944. 26 października 1944 został zatopiony przez amerykańskie lotnictwo pokładowe lotniskowca USS „Hornet” na południe od wyspy Mindoro (Filipiny).
„Yahagi” brał udział w lotniczo-morskiej bitwie o Leyte w październiku 1944, w tym w starciach na Morzu Sibuyan 24 października 1944 i koło wyspy Samar 25 października 1944. Został zatopiony 7 kwietnia 1945 przez amerykańskie lotnictwo pokładowe na południowy zachód od Kiusiu (na pozycji 30°47'N, 128°80'E), podczas operacji Ten-gō - rajdu z pancernikiem „Yamato” na odsiecz Okinawie.
„Sakawa” nie wziął udziału w działaniach bojowych. Po kapitulacji Japonii został przejęty przez USA, a następnie użyty jako cel podczas amerykańskich prób z bronią atomową na atolu Bikini. Uszkodzony podczas powietrznego wybuchu bomby atomowej 1 czerwca 1946, zatonął następnego dnia.